# James Auckland
James Auckland (* 1. April 1980 in Norwich, England) ist ein ehemaliger  britischer Tennisspieler.

## Werdegang
Auckland, der Rechtshänder ist, startete seine Profikarriere im Jahr 1999. Vor den Wimbledon Championships 2002 erhielt er eine Wildcard für das Hauptfeld des Herren-Einzelturniers. Allerdings war er aufgrund einer Verletzung dazu gezwungen aufzugeben.
Zwischen 2003 und 2009 nahm er an insgesamt 13 Grand-Slam-Turnieren im Doppel teil. Er brachte es in diesem Zeitraum auf sieben Teilnahmen an den Wimbledon Championships und je zwei Teilnahmen an den Australian Open, den US Open und den French Open. Sein größter Erfolg bestand hierbei im Erreichen der dritten Runde bei den Wimbledon Championships 2006. Er erhielt während seiner Karriere Preisgelder in Höhe von insgesamt 260.610 US-Dollar. Seine besten Platzierungen in der von der ATP geführten Tennis-Weltrangliste waren ein 282. Platz im Einzel, welchen er am 6. Februar 2006 erreichte, und ein 57. Platz im Doppel, auf dem er am 9. April 2007 gesetzt war.
Seit April 2013 arbeitet er bei Premier Tennis, einer Coaching- und Managementfirma, als Director of Tennis.

## Erfolge
| Legende (Anzahl der Siege)                       |
| Grand Slam                                       |
| Tennis Masters Cup ATP World Tour Finals         |
| ATP Masters Series ATP World Tour Masters 1000   |
| ATP International Series Gold ATP World Tour 500 |
| ATP International Series ATP World Tour 250      |
| ATP Challenger Tour (4)                          |

### Doppel

#### Turniersiege
| Nr. | Datum            | Turnier  | Belag         | Partner            | Finalgegner                       | Ergebnis          |
| --- | ---------------- | -------- | ------------- | ------------------ | --------------------------------- | ----------------- |
| 1.  | 6. November 2005 | Aachen   | Teppich (i)   | Jamie Delgado      | Lars Burgsmüller Michael Kohlmann | 2:6, 7:5, 6:3     |
| 2.  | 12. August 2007  | Istanbul | Hartplatz     | Ross Hutchins      | Dick Norman Kristof Vliegen       | 5:7, 7:65, [10:7] |
| 3.  | 11. Oktober 2008 | Rennes   | Hartplatz (i) | Dick Norman        | Yves Allegro Horia Tecău          | 6:3, 6:4          |
| 4.  | 12. April 2009   | Monza    | Sand          | Travis Rettenmaier | Dušan Karol Jaroslav Pospíšil     | 7:5. 6:76, [10:4] |